# U-79 (1941)
U-79 – niemiecki okręt podwodny typu VII C z okresu II wojny światowej. Okręt wszedł do służby w 1941 roku i został zatopiony w grudniu tego samego roku na Morzu Śródziemnym.

## Historia
U-79 odbył 6 patroli bojowych spędzając łącznie w morzu 102 dni. Zatopił 2 statki o łącznym tonażu 2983 BRT, uszkodził 1 statek (10356 BRT) oraz uszkodził 1 okręt o wyporności 625 ton (kanonierka HMS „Gnat”, nie naprawiona). W przeciwieństwie do wielu innych okrętów podwodnych, na tym okręcie nie było żadnych ofiar śmiertelnych.
Został zatopiony 23 grudnia 1941 na Morzu Śródziemnym przez dwa brytyjskie niszczyciele: HMS „Hasty” oraz HMS „Hotspur”, które przeprowadziły udany atak bombami głębinowymi. Uratowano całą 44-osobową załogę.
Współrzędne zatopienia okrętu: 32°15′00″N 25°19′00″E/32,250000 25,316667. 

### Patrole bojowe
| Dowódca                  | Wyjście w morze             | Powrót z patrolu               | Dni w morzu |
| ------------------------ | --------------------------- | ------------------------------ | ----------- |
| Kptlt. Wolfgang Kaufmann | 5 czerwca 1941 – Kilonia    | 5 lipca 1941 – Lorient         | 31 dni      |
| Kptlt. Wolfgang Kaufmann | 21 lipca 1941 – Lorient     | 16 sierpnia 1941 – Lorient     | 27 dni      |
| Kptlt. Wolfgang Kaufmann | 14 września 1941 – Lorient  | 18 września 1941 – Lorient     | 5 dni       |
| Kptlt. Wolfgang Kaufmann | 28 września 1941 – Lorient  | 23 października 1941 – Salamis | 26 dni      |
| Kptlt. Wolfgang Kaufmann | 29 listopada 1941 – Salamis | 8 grudnia 1941 – Salamis       | 10 dni      |
| Kptlt. Wolfgang Kaufmann | 21 grudnia 1941 – Salamis   | 23 grudnia 1941 – Zatopiony    | 3 dni       |

### Zaatakowane jednostki
| Data                 | Godzina   | Pozycja ataku                              | Nazwa      | BRT   | Bandera         | Konwój | Typ ataku                | Status                    |
| -------------------- | --------- | ------------------------------------------ | ---------- | ----- | --------------- | ------ | ------------------------ | ------------------------- |
| 11 czerwca 1941      | 20:51 CET | 63°35′00″N 28°05′00″W/63,583333 -28,083333 | SS Havtor  | 1524  | Norwegia        |        | Torpedowy / Artyleryjski | Zatopiony                 |
| 27 czerwca 1941      | 00:56 CET | 59°55′00″N 30°49′00″W/59,916667 -30,816667 | MT Tibia   | 10356 | Holandia        | HX-133 | Torpedowy                | Uszkodzony                |
| 27 lipca 1941        | 02:54 CET | 43°00′00″N 17°00′00″W/43,000000 -17,000000 | SS Kellwyn | 1459  | Wielka Brytania | OG-69  | Torpedowy                | Zatopiony                 |
| 21 października 1941 | 03:34 CET | 32°08′00″N 25°22′00″E/32,133333 25,366667  | HMS „Gnat” | 625 t | Wielka Brytania |        | Torpedowy                | Uszkodzony (bezpowrotnie) |

## Przebieg służby
- 13.03.1941-30.06.1941 – 1. Flotylla U-bootów, Kilonia/Brest (szkolenie)
- 01.07.1941-30.09.1941 – 1. Flotylla U-bootów, Kilonia/Brest (okręt bojowy)
- 01.10.1941-23.12.1941 – 23. Flotylla U-bootów w Salamis (okręt bojowy)

### Dowódcy
13.03.1941-23.12.1941 – Kapitänleutnant (kapitan marynarki) Wolfgang Kaufmann